# Vista Hermosa, Chichiquila
Vista Hermosa är en ort i Mexiko.   Den ligger i kommunen Chichiquila och delstaten Puebla, i den sydöstra delen av landet, 220 km öster om huvudstaden Mexico City. Vista Hermosa ligger 1 959 meter över havet och antalet invånare är 349.
Terrängen runt Vista Hermosa är huvudsakligen kuperad, men åt nordväst är den bergig. Terrängen runt Vista Hermosa sluttar österut. Runt Vista Hermosa är det ganska glesbefolkat, med 36 invånare per kvadratkilometer. Närmaste större samhälle är Huatusco de Chicuellar, 13,0 km sydost om Vista Hermosa. I omgivningarna runt Vista Hermosa växer huvudsakligen savannskog.